# Бертил фон Вахенфелт
Јохан Бертил Карл фон Вахенфелт швед. Bertil von Wachenfeldt; Сторвик, 4. март 1909 — Гетеборг, 30. септембар 1995), био је шведски, атлетичар који се такмичио у спринтерској дисциплини  на 400  и штафети 4 х 400 метара.
Два пута је учествовао на Олимпијским играма 1928. у Амстердаму и  1936. у Берлину. У Амстердаму се такмичио са штафетом:Бјорн Гугелберг, Вахенфелт, Ерик Билен и  Стен Петерссон које је зазела четврто место. У Берлину такмичио се и појединачни и као члан штафете. У трци на 400 метара завршио је такмичења у четвртфиналу резултатом 48,5 сек. а са штафетом: Свен Стромберг , Пер-Олоф Едфелдт , Оле Даниелсон и Вахенфелт заузео је 5 место.
Већи успех имао је на Европским првенствима на отвореном где се такође такмичио два пута и освојио три медаље. На  1. Европском првенству у Торину 1934. био је трећи у трци на 400 метара  резултатом 48,0. Исти успех поновио је и са штафетом у саставу: Свен Стремберг, Пер Пихл, Густав Ериксон и  Вахенфелт  резултатом 3:16,6. На следећем првенству 1938. у Паризу на 400 метара је био шести, а са штафетом у саставу:  Ларс Нилсон, Карл Хенрик Густафсон, Берје Томасон и  Вахенфелт  поново је био трећи резултатом 3:17,3 мин.
Упркос својој дугој каријери, Бертил фон Вахенфелт је био само двоструки шведски првак 1935. и 1938. године.